# 9809 Jimdarwin
A 9809 Jimdarwin (ideiglenes jelöléssel 1998 RZ5) a Naprendszer kisbolygóövében található aszteroida. A LONEOS program keretében fedezték fel 1998. szeptember 13-án.